# Ehud Barak
Ehud Barak (nascut al 12 de febrer de 1942) és un polític i militar israelià que fou primer ministre d'Israel entre 1999 i 2001 succeït per Ariel Xaron. Ha estat ministre d'Afers Exteriors, ministre de Defensa i president del Partit Laborista Israelià. Se'l considera el soldat més condecorat de la història d'Israel.

## Biografia
Va ingressar a les Forces de Defensa d'Israel l'any 1959, i va servir a l'exèrcit durant 35 anys. Durant el seu servei com a Comando, Barak va protagonitzar l'alliberament del Segrest del vol Sabena 571 en 1972, va participar en la missió secreta Operació Primavera de Joventut a Beirut, el 1973 en la qual es va disfressar de dona, per infiltrar-se en un grup terrorista, en l'Operació Entebbe i en l'operació contra Dalal Mughrabi durant la massacre de la carretera de la costa en 1978. Li van concedir la Medalla per Servei Distingit i quatre condecoracions pel coratge i l'eficiència operacional. Barak va obtenir la llicenciatura en Física i Matemàtiques per la Universitat Hebrea de Jerusalem el 1976, i un màster en sistemes enginyer-econòmics el 1978 per la Universitat Stanford a Palo Alto (Califòrnia).
El 1991, va ser nomenat Ramatcal (Comandant en Cap) i va posseir el rang de Tinent General Rav Aluf, el més alt de l'exèrcit israelià. Durant els seus quatre anys al càrrec, va ajudar a implementar els Acords d'Oslo i va participar en converses de pau amb Jordània.

### Inicis a la política
Va deixar l'exèrcit per exercir de ministre de l'Interior en 1995 en el govern liderat pels laboristes de Yitshaq Rabín, i després de l'assassinat de Rabin el novembre de 1995, va exercir com a ministre d'Afers Exteriors al govern de Ximon Peres fins a la seva caiguda amb la derrota a les eleccions legislatives d'Israel de 1996. Va guanyar el seu escó a la Kenésset el 1996, on era membre d'assumptes exteriors de la Kenésset i membre del Comitè de Defensa. El 1996, Barak va esdevenir el líder del Partit Laborista Israelià.

### Primer ministre
Ehud Barak, després que els laboristes guanyessin les eleccions legislatives d'Israel de 1999 va ser triat Primer Ministre d'Israel, el 17 de maig de 1999, formant una coalició d'Un Israel, en la que estaven els laboristes, Partit del Centre, Guéixer, Xas, Nou Moviment - Mérets, Partit Nacional Religiós, Israel ba-Aliyà i Judaisme Unit de la Torà després que Barak prometés "la fi de la corrupció" produïda als partits religiosos.
El seu govern va aprovar la retirada del sud del Líban que tenia lloc des de 1985 i va aconseguir la recuperació dels cossos de tres soldats israelians assassinats per Hesbol·là, ajudat per les forces de pacificació de les Nacions Unides, i va obrir negociacions de pau amb Síria. Va aprovar la llei que atorga un estatut especial als jueus ultraortodoxos per permetre la seva exempció del servei militar.
La Cimera de Pau de Camp David de juliol de 2000 amb el líder de l'OAP, Iàsser Arafat i el president nord-americà Bill Clinton en els seus últims dies a la Casa Blanca, que podia haver resolt el conflicte àrab-israelià, va resultar un fracàs. Barak oferí un pla per l'establiment d'un Estat palestí, però Arafat el rebutjà per la incapacitat per a trobar una sortida a la qüestió de l'estatut de Jerusalem, reivindicada per totes dues parts com a ciutat santa, i també per la negativa d'Arafat a cedir en la reivindicació del retorn dels refugiats palestins (i els seus descendents) a Israel. La corda es tensava i, per adobar-ho, la visita del nou líder del Likkud, Ariel Xaron al setembre del 2000, a l'esplanada de la mesquita d'Al-Aqsà a Jerusalem (lloc tradicionalment sagrat per als musulmans) desencadenà l'anomenada intifada d'Al-Aqsà o Segona Intifada, que va provocar el trencament de la coalició de govern, la dimissió de Barak i la convocatòria de noves eleccions a primer ministre. Abans de les eleccions, va dur a terme converses de Taba amb el govern de l'ANP, després que el seu mandat hagués acabat.

### Després de primer ministre
A les eleccions directes del Primer Ministre de 2001 del 6 de febrer, Ariel Xaron va ser escollit Primer Ministre amb el 62% dels vots, derrotant a Barak que va obtenir el 38 per cent, formant un govern de coalició de centredreta que no depenia dels partits ultraortodoxos. Després de la seva derrota el 2001, Barak va renunciar al seu escó a la Kenésset, resestant diversos anys al marge de la política. Durant aquest període es va dedicat als negoci i divorciar de la seva dona, Nava.
Barak va anunciar a principis de 2005 que postularia per liderar el Partit Laborista Israelià de nou. No obstant això, per contrarestar la candidatura de Binyamín Netanyahu, a la presidència del partit Likkud, a finals d'agost de 2005 va instar a tots els líders laboristes a donar suport a Ximon Peres, si bé va ser finalment Amir Peretz qui va assolir el lideratge del partit laborista, derrotant Peres.

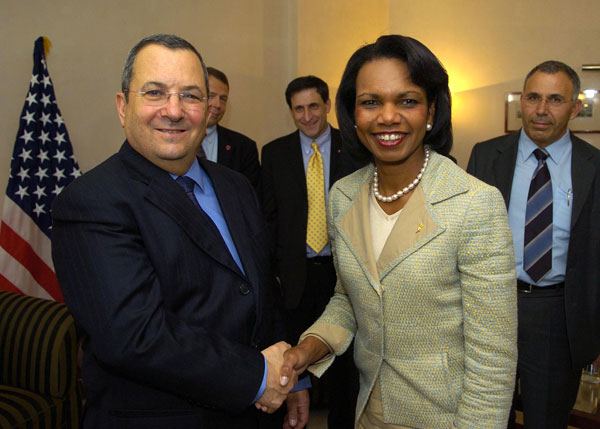
Ehud Barak amb Condoleezza Rice

El gener de 2007 anuncià que es presentava novament com a candidat per a liderar el seu partit, amb una carta pública reconeixent els seus errors i les seves experiències durant el seu pas pel càrrec de Primer Ministre. El 28 de maig obtingué el 39% dels vots, quedant en primer lloc, però requeria el 40% de suport, sent forçat a participar en una segona ronda contra Ami Ayalon, que es va situar en segon lloc, (tercer va ser el candidat a la reelecció Amir Peretz). El 12 de juny derrotà Ayalon per un estret marge, i es convertí de nou en el líder del Partit Laborista, constituint-se com el successor d'Amir Peretz com a ministre de Defensa. El 2011, es va separar del partit que ell mateix liderava per formar un nou partit polític, anomenat Ha'Atzma'ut ("Independència"), però en desembre de 2012 va anunciar que deixava la política i que Ha'Atzma'ut no es presentaria a les eleccions legislatives d'Israel de 2013.
Ehud Barak és Membre Honorari de la Fundació Internacional Raoul Wallenberg.